# Réserve naturelle régionale des marais de la Taute
La réserve naturelle régionale des marais de la Taute (RNR231) est une réserve naturelle régionale située en région Normandie. Classée en 2011, elle occupe une surface de 147 hectares et protège un ensemble de zones humides en bordure de la Taute.

## Localisation

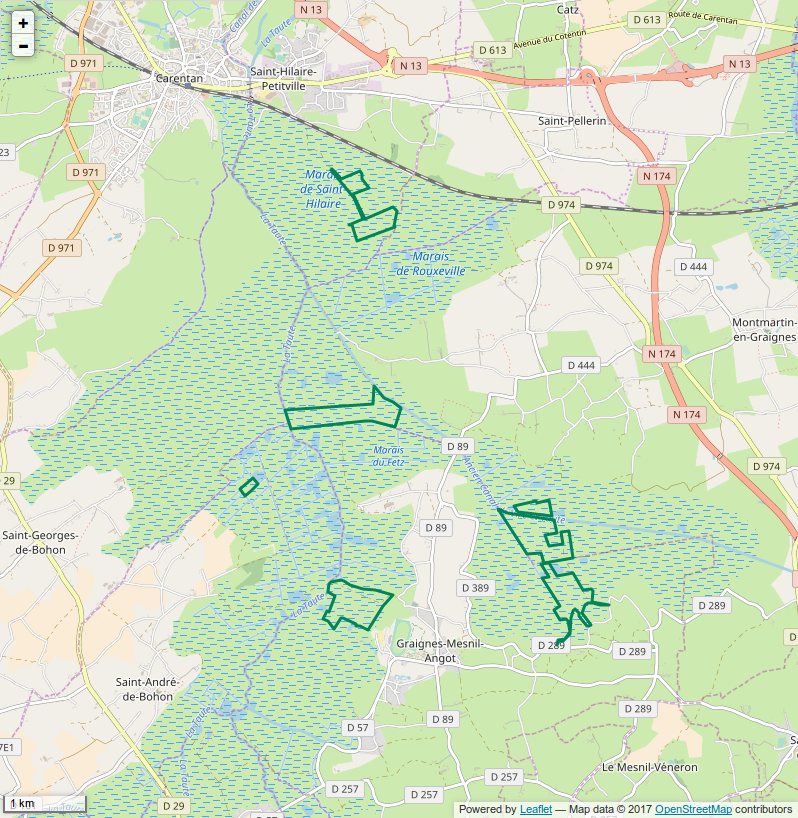
Périmètre de la réserve naturelle.

Le territoire de la réserve naturelle est dans le département de la Manche, sur les communes de Graignes, Montmartin-en-Graignes, Saint-André-de-Bohon et Saint-Hilaire-Petitville dans le Parc naturel régional des Marais du Cotentin et du Bessin. Il regroupe 6 secteurs différents constitués de zones humides.

## Histoire du site et de la réserve
Dès 1994, le Groupe ornithologique normand (GONm) a entamé une politique d'acquisition de prairies humides sur le territoire du Parc naturel régional des marais du Cotentin et du Bessin. En 2011, le GONm, propriétaire et gestionnaire du site depuis plus de 20 ans, a été à l'initiative du classement.

## Écologie
Le site présente une diversité ornithologique et floristique importante. Le GONm a, dès le début des acquisitions, cherché à s'affranchir de la gestion hydraulique syndicale en créant des ouvrages destinés à maintenir au printemps une nappe d'eau affleurante le plus longtemps possible sur la RNR.

### Flore
Les inventaires comptent 73 espèces de plantes patrimoniales, dont la queue de souris naine, le flûteau nageant, le trèfle d'eau, la pilulaire, la grande berle, la gesse des marais, la stellaire des marais, la marisque, la laiche filiforme, le calamagrostide blanchâtre, etc.

### Faune
Le site est important pour l'avifaune : 140 espèces y ont déjà été observées. Les principales espèces se reproduisant sur la réserve sont le butor étoilé, les busards des roseaux et cendré (pour ces 3 espèces, la RNR constitue le principal site de nidification du PNR des marais du Cotentin et du Bessin avec en général plus du tiers des couples cantonnés), la sarcelle d'été (très régulière), le canard souchet et le canard chipeau, la sarcelle d'hiver (ces 3 dernières espèces irrégulières), le courlis cendré, le vanneau huppé, la marouette ponctuée (irrégulière), le râle d'eau, la gorgebleue à miroir, les locustelles tachetée et luscinioïde, le tarier des prés, la bergeronnette flavéole, le phragmite des joncs et le bruant des roseaux.
En période migratoire post nuptiale, la RNR est l'une des haltes migratoires importantes au niveau national pour le rare phragmite aquatique.
En hivernage, la réserve est fréquentée par plusieurs centaines de bécassines des marais, quelques bécassines sourdes et butors étoilés tandis qu'un dortoir de busards Saint-Martin et des roseaux y est régulier.
Par ailleurs, au moins 15 mammifères fréquentent la RNR dont l'hermine et le campagnol amphibie. 186 espèces d'insectes et arachnides ont été inventoriées : certaines années plusieurs centaines de milliers de criquets ensanglantés constituent une manne abondante exploitée par la cigogne blanche, la buse variable et le faucon crécerelle avec des concentrations remarquables de ces prédateurs en juillet - août.
Parmi les amphibiens, la grenouille verte est abondante, la rainette arboricole et la grenouille rousse plus localisées. Les reptiles y sont rares mais la couleuvre à collier et le lézard vivipare sont localement présents.

## Recherches
De nombreuses recherches sont entreprises sur : 
- la nidification des busards des roseaux et cendré ;
- la biologie de reproduction du tarier des prés et de la bergeronnette flavéole par marquage coloré et étude de densité (quadrats) ;
- le passage migratoire des passereaux paludicoles, principalement phragmite aquatique et phragmite des joncs ;
- et l'établissement d'un indice annuel d'abondance des orthoptères et des grenouilles vertes tend à évaluer les variations d'effectifs de ces espèces.

## Intérêt touristique et pédagogique
Le site n’est pas accessible au public en raison de la vulnérabilité des espèces et des milieux. Un sentier de découverte longe le canal de Vire et Taute depuis le port des Planques (entre Montmartin-en-Graignes et Graignes).

## Administration, plan de gestion, règlement
La réserve naturelle est la propriété du Groupe ornithologique normand (GONm). La gestion pratiquée depuis 1994 s'articule autour de trois thèmes : gestion de l'eau en interne, diversification du milieu par des aménagements, contrats d'exploitation avec des agriculteurs locaux.
La protection du milieu naturel répond aux critères de gestion suivants : maintien d'un milieu herbager et en particulier d'une nappe d'eau affleurante au printemps, maintien d'un caractère ouvert du milieu, diversification des habitats. Pour gérer les niveaux d'eau, des ouvrages hydrauliques sont créés partout où ils n'interfèrent pas sur les propriétés riveraines. La fermeture des vannes permet de conserver une nappe d'eau printanière favorable à la faune et à la flore et de retarder la pousse des végétaux sans pour autant altérer la qualité du foin malgré la fauche tardive imposée aux exploitants. Le maintien du caractère ouvert est obtenu par la coupe de ligneux et l'absence de clôtures fixes. La diversification des habitats tend à accroître l'hétérogénéité du milieu et à créer un effet "lisières" : création de zones d'étrépage et de mares, curage régulier des fossés.
La gestion agricole est assurée par des exploitants locaux à partir soit de contrats pluriannuels, soit de baux environnementaux. Il leur est demandé de maintenir les parcelles en prairies permanentes sans épandage de lisiers ou fumiers, sans traitements phytocides ou zoocides. Celles qui sont fauchées le sont au plus tôt le 25 juillet, d'autres au 15 août, enfin une fauche alternée (bisannuelle) est imposée pour quelques-unes. Dans tous les cas, si une espèce à forte valeur patrimoniale élevait encore un nichée à la date prévue pour la fauche, un report de celle-ci à une date ultérieure est demandé à l'exploitant. Les parcelles pâturées doivent respecter un chargement maximal en installé de 1,4 UGB à l'ha.

### Outils et statut juridique
La réserve naturelle a été créée par une délibération du 24 juin 2011. Le conservateur est alors Alain Chartier, vice-président du Groupe ornithologique normand.